# 50-й км (посёлок)
50-й км — упразднённый посёлок в Магдагачинском районе Амурской области России. Иключен из учётных данных в 1979 году.

## География
Посёлок располагался на левом берегу реки Ольга (нижний приток реки Сиваки), на расстоянии примерно 33 километров (по прямой) к востоку от поселка Сиваки.

## История
Решением Амурского исполкома от 23 мая 1979 года № 246, посёлок 50-й км исключен из учётных данных, как населённый пункт служебного значения.